# Serghei Pareiko
Serghei Pareiko (n. 31 ianuarie 1977) este un fotbalist estonian, membru al selecționatei Estoniei, care în prezent evoluează la echipa rusă Volga Nijni Novgorod. E cunoscut pentru temperamentul său, având câteva ieșiri nervoase în cadrul meciurilor.

## Palmares

### Tallinna Sadam
- Cupa Estoniei: 1995–96, 1996–97
- Supercupa Estoniei: 1997

### Casale Calcio
- Coppa Italia Dilettanti: 1998–99

### Levadia Maardu
- Meistriliiga: 1999, 2000
- Cupa Estoniei: 1999–00
- Supercupa Estoniei: 1999, 2000

### Wisła Kraków
- Ekstraklasa: 2010–11

### Individual
- Jucătorul anului la Tom Tomsk: 2009

## Statistici

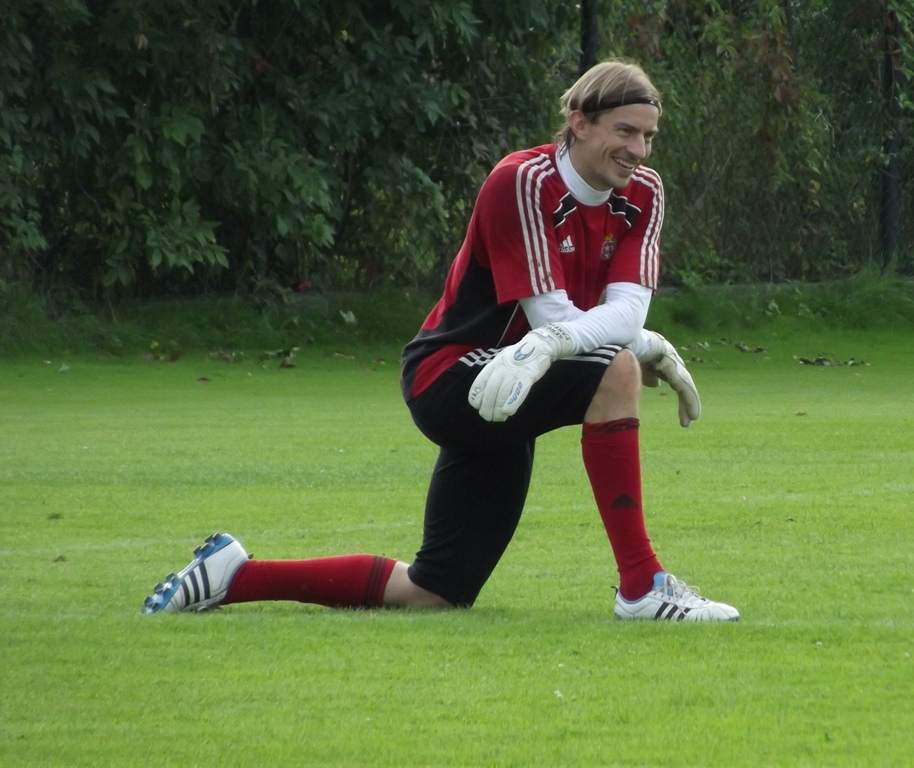
Serghei Pareiko antrenându-se la Wisła Kraków în august 2011

### Cariera de club
Tabelul de mai jos include doar statisticile din campionat
| Sezon   | Club               | Țara    | Divizia | Meciuri | Goluri |
| ------- | ------------------ | ------- | ------- | ------- | ------ |
| 2012–13 | Wisła Kraków       | Polonia | I       | 22      | 0      |
| 2011–12 | Wisła Kraków       | Polonia | I       | 28      | 0      |
| 2010–11 | Wisła Kraków       | Polonia | I       | 14      | 0      |
| 2010    | FC Tom Tomsk       | Rusia   | I       | 26      | 0      |
| 2009    | FC Tom Tomsk       | Rusia   | I       | 26      | 0      |
| 2008    | FC Tom Tomsk       | Rusia   | I       | 9       | 0      |
| 2007    | FC Tom Tomsk       | Rusia   | I       | 14      | 0      |
| 2006    | FC Tom Tomsk       | Rusia   | I       | 23      | 0      |
| 2005    | FC Tom Tomsk       | Rusia   | I       | 16      | 0      |
| 2004    | FC Rotor Volgograd | Rusia   | I       | 6       | 0      |
| 2003    | FC Rotor Volgograd | Rusia   | I       | 30      | 0      |
| 2002    | FC Rotor Volgograd | Rusia   | I       | 3       | 0      |
| 2001    | FC Rotor Volgograd | Rusia   | I       | 12      | 0      |
| 2000    | Levadia Maardu     | Estonia | I       | 24      | 0      |
| 1999    | Levadia Maardu     | Estonia | I       | 15      | 0      |
| 1998–99 | A.S. Casale Calcio | Italia  | V       | 23      | 0      |
| 1997–98 | Tallinna Sadam JK  | Estonia | I       | 11      | 0      |
| 1996–97 | Tallinna Sadam JK  | Estonia | I       | 21      | 0      |
| 1995–96 | Tallinna Sadam JK  | Estonia | I       | 17      | 0      |
| 1994–95 | Tallinna Sadam JK  | Estonia | I       | 10      | 0      |
| 1993–94 | Tallinna Sadam JK  | Estonia | I       | 2       | 0      |
| 1992–93 | KSK Vigri Tallinn  | Estonia | I       | 5       | 0      |

Last update:  9 decembrie 2012 

### Meciuri internaționale
| International appearances | International appearances | International appearances | International appearances | International appearances | International appearances    | International appearances |
| #                         | Data                      | Oponent                   | Scor                      | Rezultat                  | Competiție                   | Note                      |
| ------------------------- | ------------------------- | ------------------------- | ------------------------- | ------------------------- | ---------------------------- | ------------------------- |
| 1                         | 31 august 1996            | Belarus                   | 0–1                       | Pierdere                  | 1998 World Cup Qualification | Sub.                      |
| 2                         | 2 iulie 2002              | Kazahstan                 | 1–1                       | Remiză                    | Amical                       |                           |
| 3                         | 13 Februar 2003           | Ecuador                   | 1–2                       | Pierdere                  | Amical                       |                           |
| 4                         | 3 iulie 2003              | Lituania                  | 1–5                       | Pierdere                  | 2003 Baltic Cup              |                           |
| 5                         | 17 octombrie 2007         | Muntenegru                | 0–1                       | Pierdere                  | Amical                       | Sub                       |
| 6                         | 12 noiembrie 2008         | Letonia                   | 1–1                       | Remiză                    | Amical                       |                           |
| 7                         | 11 februarie 2009         | Kazahstan                 | 2–0                       | Pierdere                  | Amical                       |                           |
| 8                         | 28 martie 2009            | Armenia                   | 2–2                       | Remiză                    | 2010 World Cup Qualification |                           |
| 9                         | 1 aprilie 2009            | Armenia                   | 1–0                       | Victorie                  | 2010 World Cup Qualification |                           |
| 10                        | 10 iunie 2009             | Portugalia                | 0–0                       | Remiză                    | Amical                       | Sub                       |
| 11                        | 12 august 2009            | Brazilia                  | 0–1                       | Pierdere                  | Amical                       |                           |
| 12                        | 5 septembrie 2009         | Turcia                    | 4–2                       | Pierdere                  | 2010 World Cup Qualification |                           |
| 13                        | 9 septembrie 2009         | Spania                    | 3–0                       | Pierdere                  | 2010 World Cup Qualification |                           |
| 14                        | 10 octombrie 2009         | Bosnia și Herțegovina     | 2–0                       | Pierdere                  | 2010 World Cup Qualification |                           |
| 15                        | 15 octombrie 2009         | Belgia                    | 2–0                       | Victorie                  | 2010 World Cup Qualification |                           |
| 16                        | 14 noiembrie 2009         | Albania                   | 0–0                       | Remiză                    | Amical                       |                           |
| 17                        | 21 mai 2010               | Finlanda                  | 2–0                       | Victorie                  | Amical                       |                           |
| 18                        | 26 mai 2010               | Croația                   | 0–0                       | Remiză                    | Amical                       |                           |
| 19                        | 11 august 2010            | Insulele Feroe            | 2–1                       | Victorie                  | Euro 2012 Qualification      |                           |
| 20                        | 3 septembrie 2010         | Italia                    | 2–1                       | Pierdere                  | Euro 2012 Qualification      |                           |
| 21                        | 8 octombrie 2010          | Serbia                    | 3–1                       | Victorie                  | Euro 2012 Qualification      |                           |
| 22                        | 12 octombrie 2010         | Slovenia                  | 1–0                       | Pierdere                  | Euro 2012 Qualification      |                           |
| 23                        | 25 martie 2011            | Uruguay                   | 2–0                       | Victorie                  | Amical                       |                           |
| 24                        | 29 martie 2011            | Serbia                    | 1–1                       | Remiză                    | Euro 2012 Qualification      |                           |
| 25                        | 3 iunie 2011              | Italia                    | 3–0                       | Pierdere                  | Euro 2012 Qualification      |                           |
| 26                        | 7 iunie 2011              | Insulele Feroe            | 2–0                       | Pierdere                  | Euro 2012 Qualification      |                           |
| 27                        | 10 august 2011            | Turcia                    | 3–0                       | Pierdere                  | Amical                       |                           |
| 28                        | 2 septembrie 2011         | Slovenia                  | 1–2                       | Victorie                  | Euro 2012 Qualification      |                           |
| 29                        | 6 septembrie 2011         | Irlanda de Nord           | 4–1                       | Victorie                  | Euro 2012 Qualification      |                           |
| 30                        | 8 octombrie 2011          | Irlanda de Nord           | 1–2                       | Victorie                  | Euro 2012 Qualification      |                           |

## Viața personală
Serghei Pareiko s-a născut la Tallinn, dintr-o mamă rusoaică și un tată bielorus.